# Addenhausen

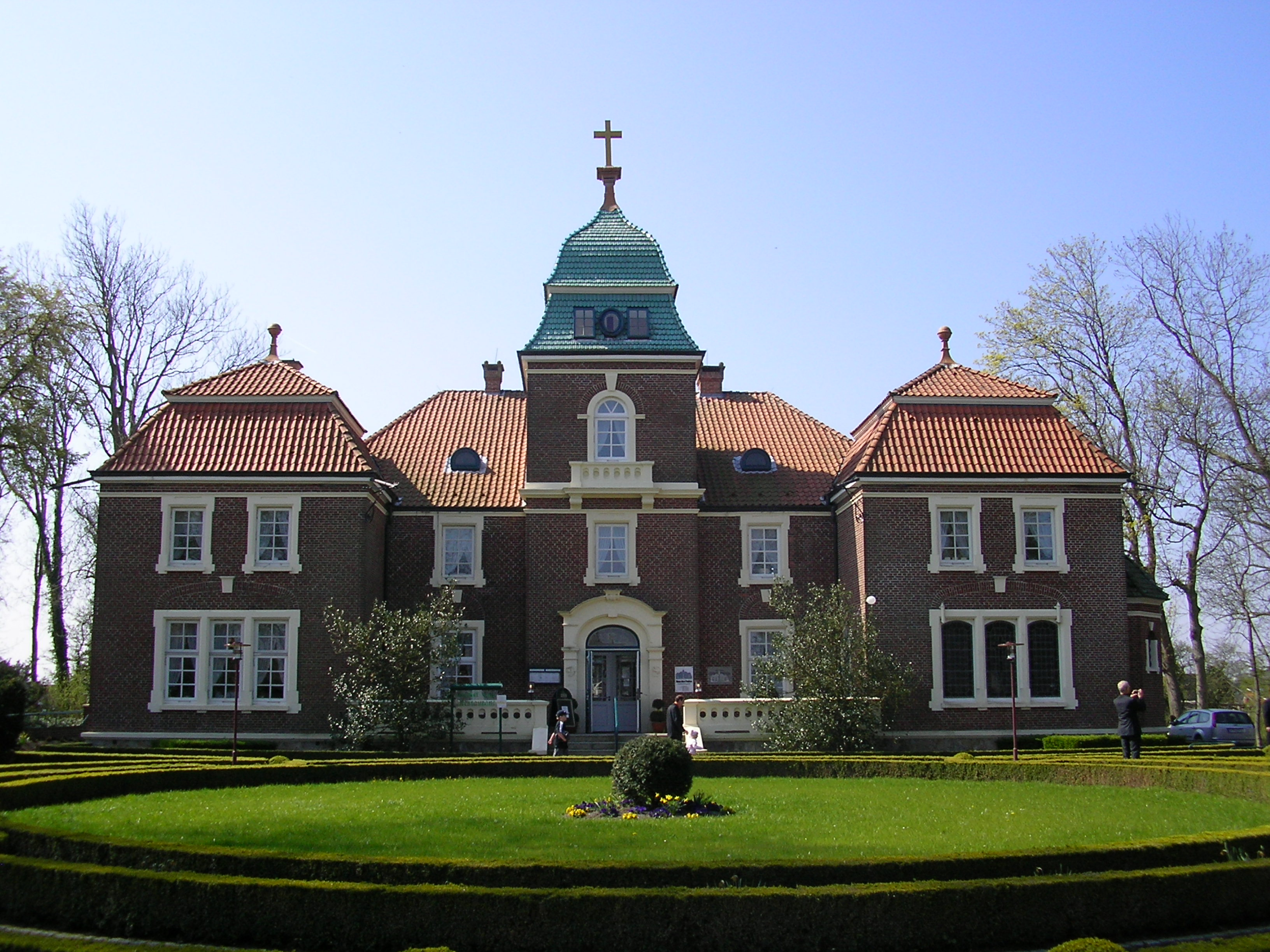
Der Sielhof im April 2010

Addenhausen ist ein Ort und ehemaliges Rittergut in Ostfriesland. Politisch gehört er zum Gebiet Seriem und ist damit seit 1968 Teil der Gemeinde Neuharlingersiel in der Samtgemeinde Esens. 

## Geschichte
Der Ort wurde 1643 erstmals als viculo Addenhusio erwähnt und hieß zeitweilig auch Blockshausen (genannt 1684 und 1871). Der Name  Blockshausen war eine Zusammensetzung des Familiennamens des Besitzers Enno Wilhelm Block und Haus, während Addenhausen als Zusammensetzung des Rufnamens Adde und Haus ist, also (bei den) Häusern des Adde bedeutet.
Die heutige Bezeichnung ist seit  1787  in Gebrauch. 1823 umfasste es 4 „Feuerstellen“ und 14 Bewohner und 1848 waren es 4 Wohngebäude, in denen 19 Einwohner lebten.
Das Gut gelangte 1825 an die Familie Eucken (später von Eucken-Addenhausen). 1907 wurde es als Alt-Addenhausen mit dem Sielhof, der ehemalige Warfe, dem Karolinenhof und dem ehemaligen Drennhausen zum Rittergut Addenhausen zusammengefasst. Daraufhin wurde der Sielhof zum Herrensitz der Familie von Eucken. Bis 1967 blieb er der Sitz der Familie. 1989 erwarb der Kurverein Neuharlingersiel das Haus und nutzt seitdem einige Teile für die Kur- und Feriengäste, während der Gastronomiebereich verpachtet ist.